# Baileys Harbor (Wisconsin)
Baileys Harbor – jednostka osadnicza w Stanach Zjednoczonych, w stanie Wisconsin, w hrabstwie Door.